# 싸이오닌 (염료)
싸이오닌(Thionine)은 샤를 로트(Charles Lauth)가 처음 합성한 보라색 염료다. 동명의 9원자 고리 헤테로고리 화합물과는 관계 없다.